# کالوین آلان بایرد
کالوین آلان بایرد (انگلیسی: 40 Cal.؛ زادهٔ ۱۷ دسامبر ۱۹۷۹) یک موسیقی‌دان اهل ایالات متحده آمریکا است.